# Birds of a Feather (TV-serie)
Birds of a Feather är en brittisk komediserie som sändes i nio säsonger på BBC mellan 1989 och 1998. Senare återuppstod serien med tre nya säsonger som sändes på ITV mellan 2014 och 2016.

## Handling
Systrarna Sharon och Tracey flyttar ihop i Traceys hus sedan deras respektive män dömts till långa fängelsestraff. De blir snart vänner med grannen Dorien, vars hobby är att vänsterprassla med yngre män.

## Rollista i urval
- Pauline Quirke - Sharon Theodopolopodous
- Linda Robson - Tracey Stubbs
- Lesley Joseph - Dorien Green